# Exochus stenostoma
Exochus stenostoma là một loài tò vò trong họ Ichneumonidae.